# 陳利友妹
陳利友妹（排灣語：Tjavaus．Alunguyan，1943年—），出生於臺東縣太麻里鄉大王部落（Tjavalji），2021年由文化部登錄認定重要傳統工藝「排灣族Kinavatjesan傳統刺繡」保存者。
陳利友妹的刺繡技藝主要傳承自母親，從小幫忙穿針遞線，看著大人刺繡，小學1年級時，已能拿針線繡出圖樣來。國小畢業後進入鄉公所工作，16歲時參加鄉公所提供的3個月免費裁縫班，續至裁縫班講師高雄的工作室上班後返鄉在太麻里「周春花洋裁店」當助手，1963年起配合丈夫從事的長途大貨車司機工作，第二次離鄉，攜兒帶女在臺東縣太麻里和臺東市、臺東縣太麻里和高雄市之間來回浮居。1974年，定居高雄十二年，在加工出口區工廠擔任兩、三年裁縫員，之後轉作家庭代工五、六年。1982年，陳夫因中風退休，在高雄市治療，1986年全家搬回臺東縣太麻理鄉大王部落，開設小雜貨店，兼做洋裁和刺繡商品，擔起家計。1991年，陳女士的刺繡作品受到注意，受邀在老爺酒店等地寄賣，因而成立「陳媽媽工作室」。
陳利友妹出生在頭目家族，頭目在排灣語裡稱為mamazangilan。外曾祖父Tauiyung Mavaliu是加拉班社頭目兼臺東廳太麻里總頭目，外曾祖母Buzaran，是巴卡羅群安朔部落（Aljungic）頭目的掌上明珠，具有巫師身份。自幼跟著母親學習刺繡、服 飾製作，每逢慶典、婚嫁，即有人委 託裁製服飾，成為排灣族所稱的 pulima (工藝能手者)。她將十字繡運用現代精緻質材的布料，再加上改良傳統樣式並將原住民各種圖騰以十字繡法加上顏色鮮豔的對比色彩，呈現不同面貌的作品。